# Weidemolen

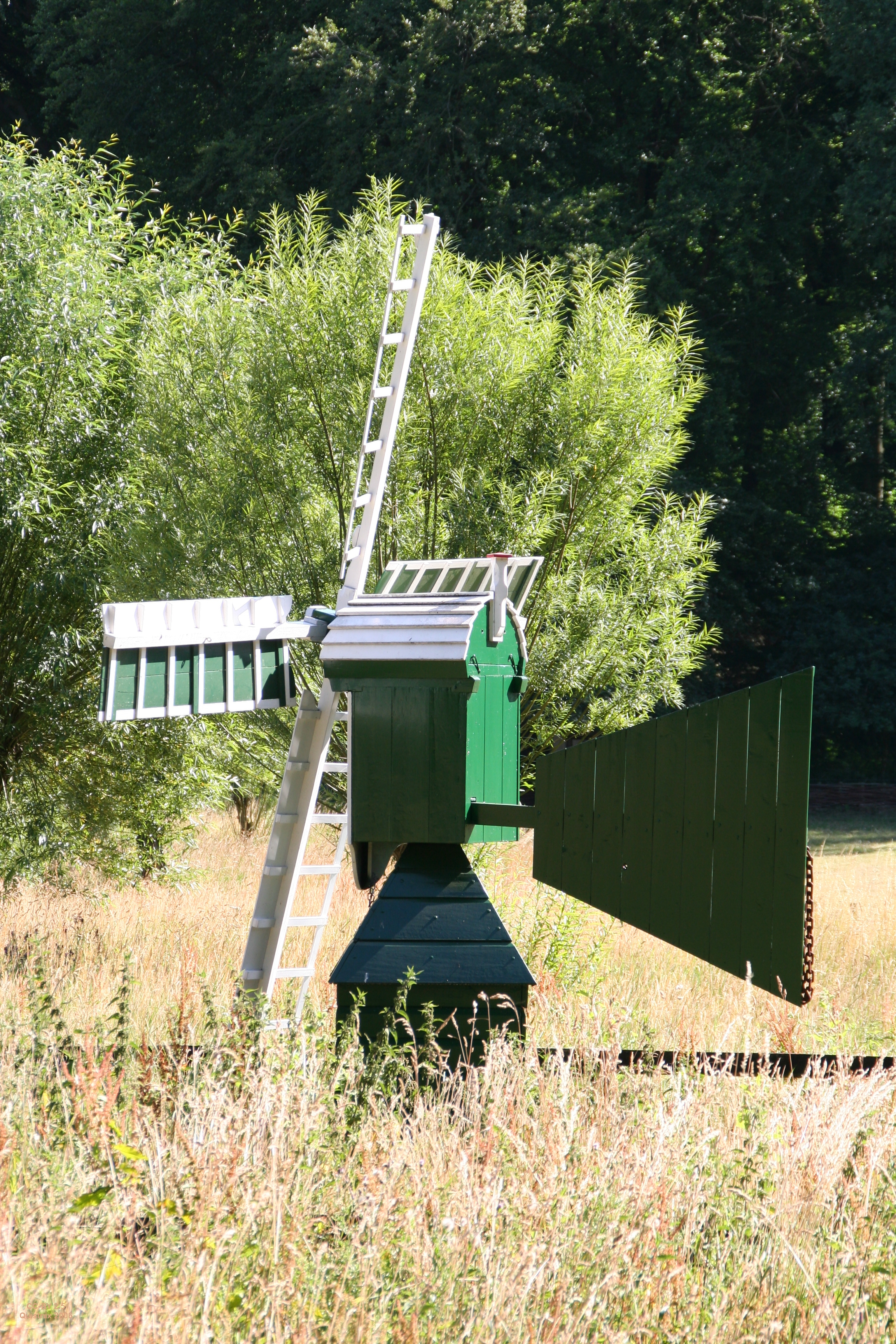
Weidemolen

De weidemolen is een klein type windmolen dat in het algemeen gebruikt wordt voor onderbemaling van weilanden. De weidemolen wordt ook wel 'aanbrengertje' genoemd en was evenals de tjasker (en vaak ook de spinnenkop) eigendom van de grondgebruiker, meestal een boer.
Een grote windvaan aan de achterzijde van de draaibare kop zorgt ervoor dat de molen altijd naar de wind gericht wordt; weidemolens zijn dus zelfkruiend en hebben in beginsel geen bediening nodig. De windvaan staat links van het midden, waardoor ruimend (rechtsom) kruien wordt tegengegaan.
De grootte van het gevlucht van de weidemolen is enkele meters, maximaal ongeveer zes meter.
De opvoerhoogte is 50 à 60 centimeter, soms 80 centimeter. Er kan maximaal 5000 liter water per uur uitgemalen worden.
Op de vierkante onderbouw, met schuin toelopende bovenzijden, het onderkot, zit aan de bovenkant een boventafelement, dat dienst doet als onderzetel. Het bovenkot draait om de koker en rust op de onderzetel.
Door de vierkante koker loopt de spil, die uit twee delen bestaat die met een koppelstuk aan elkaar verbonden zijn. De spil bestaat uit twee delen, omdat het ondereinde van de spil gedeeltelijk in het water staat is en daardoor sneller aan vervanging toe is dan de rest van de spil. Bij een spil uit één geheel zou immers de hele spil moeten worden vervangen.
Weidemolens kwamen vooral voor in Noord- en Zuid-Holland. Thans zijn in Noord-Holland, Zuid-Holland en Gelderland nog enkele exemplaren te vinden.
Als wateropvoerwerktuig wordt bij een weidemolen een waaierpomp (roerom) toegepast. De kuip waar de waaier in draait is een vierkante bak met een rond gat of een bak met twee ringen (zie tekening weidemolen van Anton Sipman). Deze laatste constructie komt onder andere voor bij de weidemolen in Oostwoud.

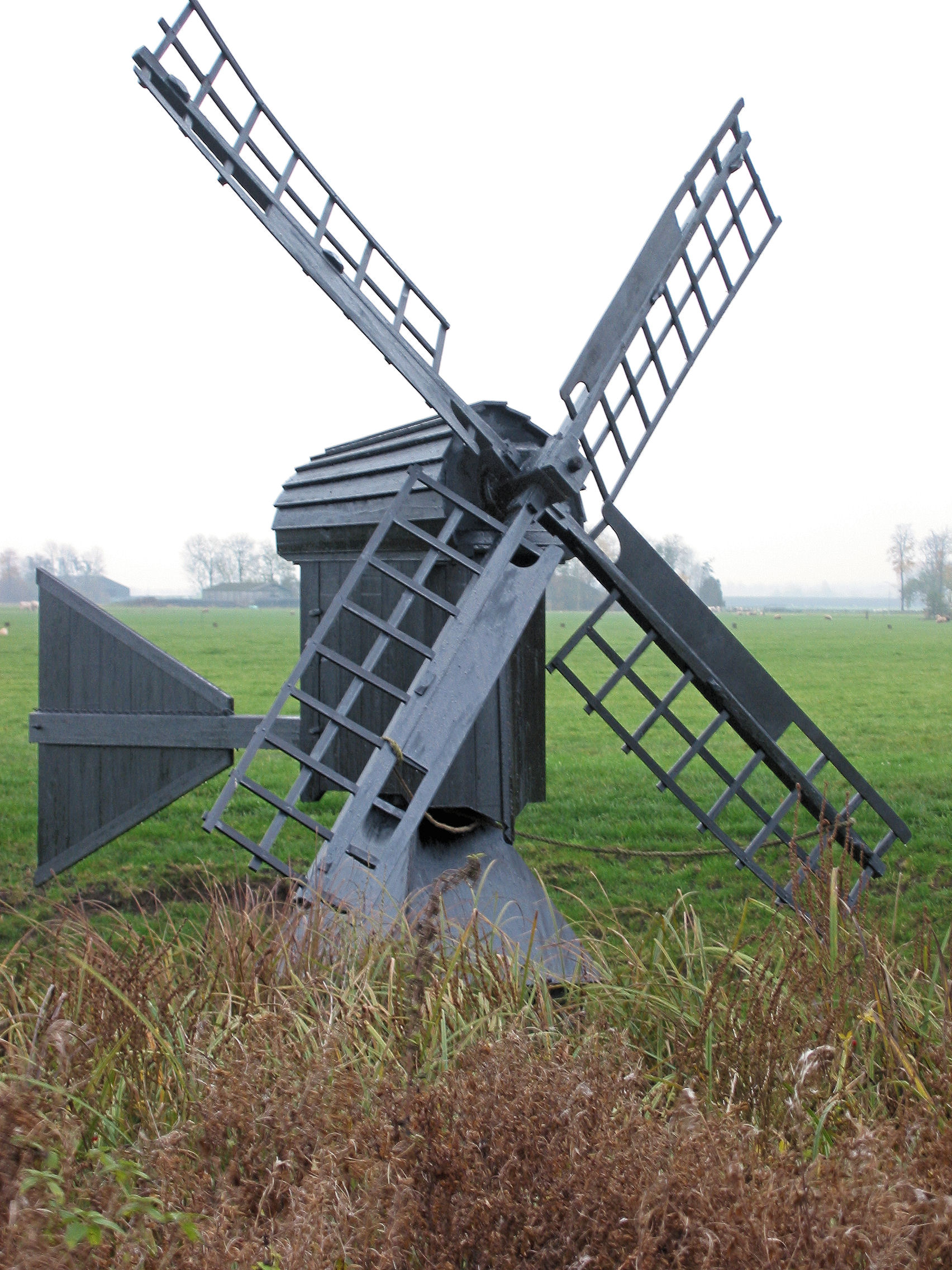
't Veertje
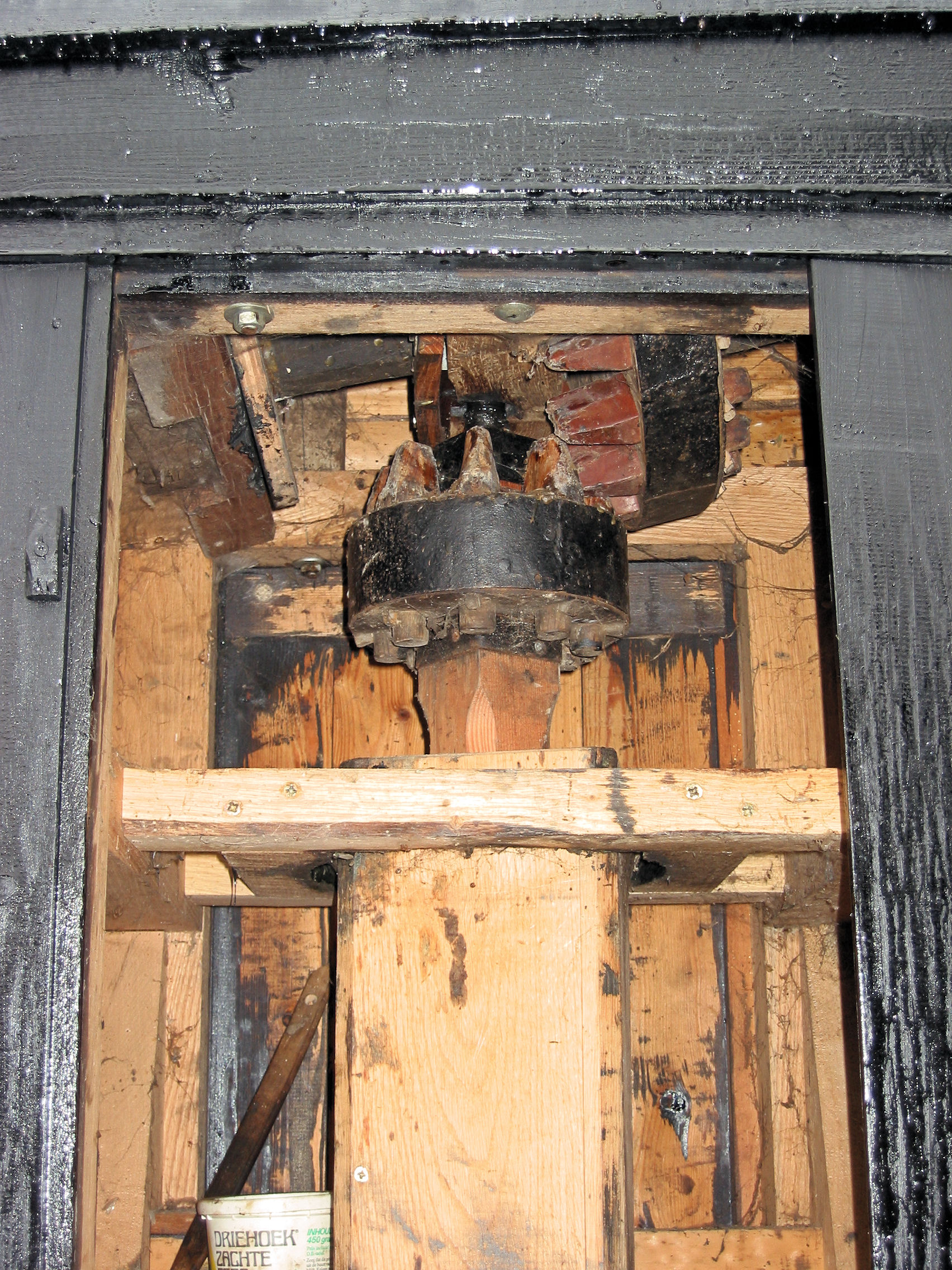
Bovenwiel met bonkelaar en deel koker van 't Veertje
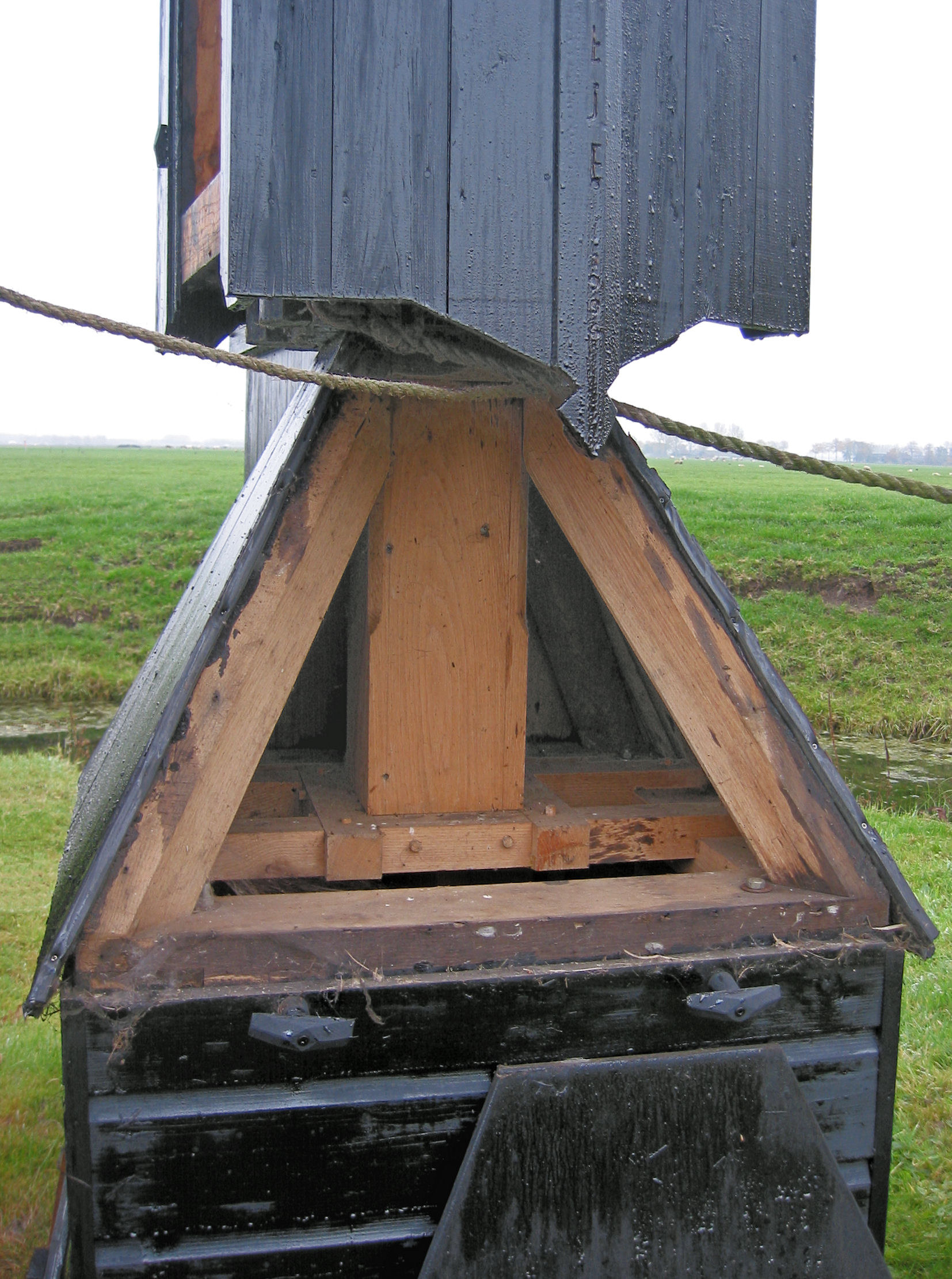
Koker van 't Veertje
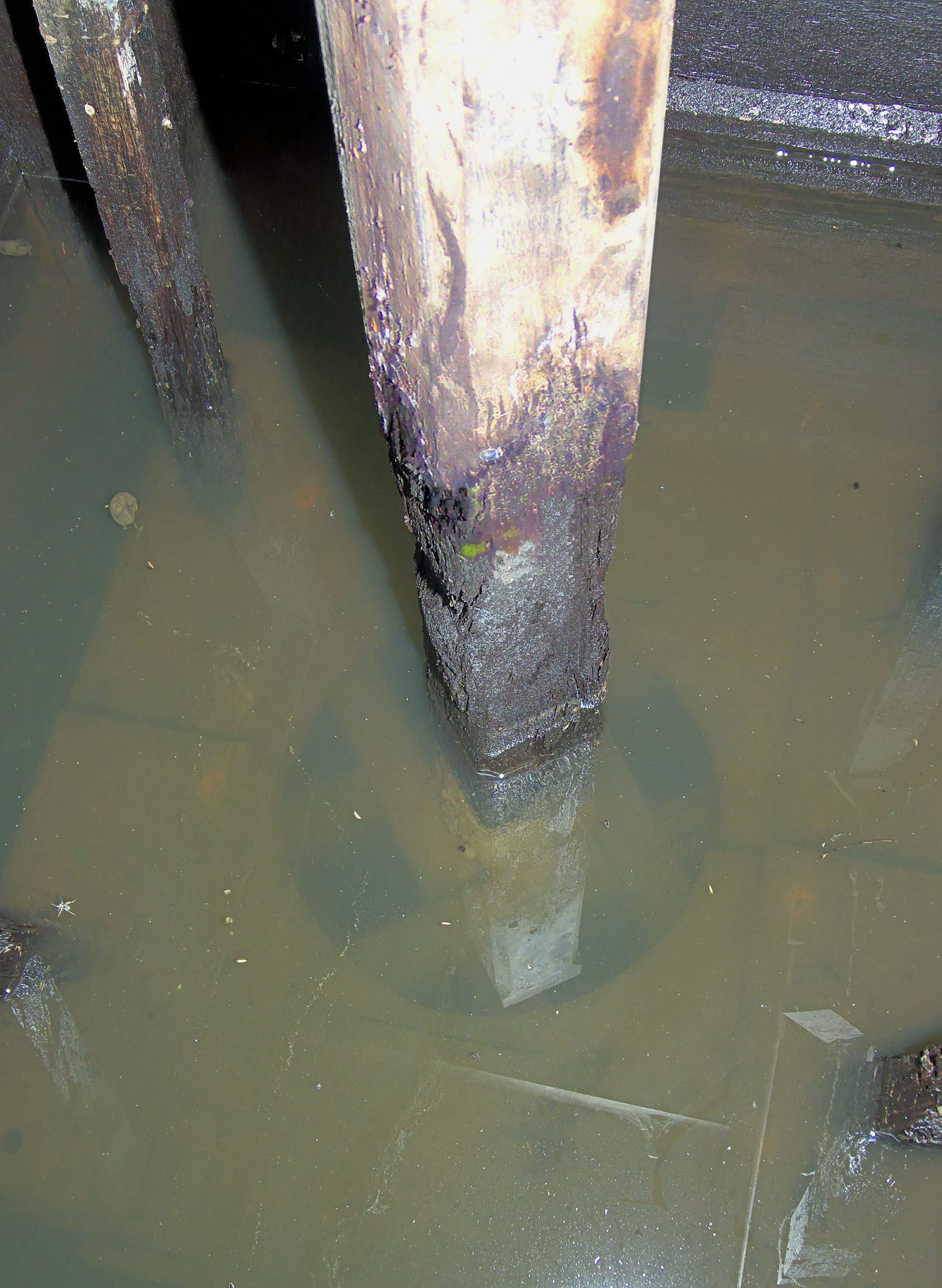
Roerom van 't Veertje
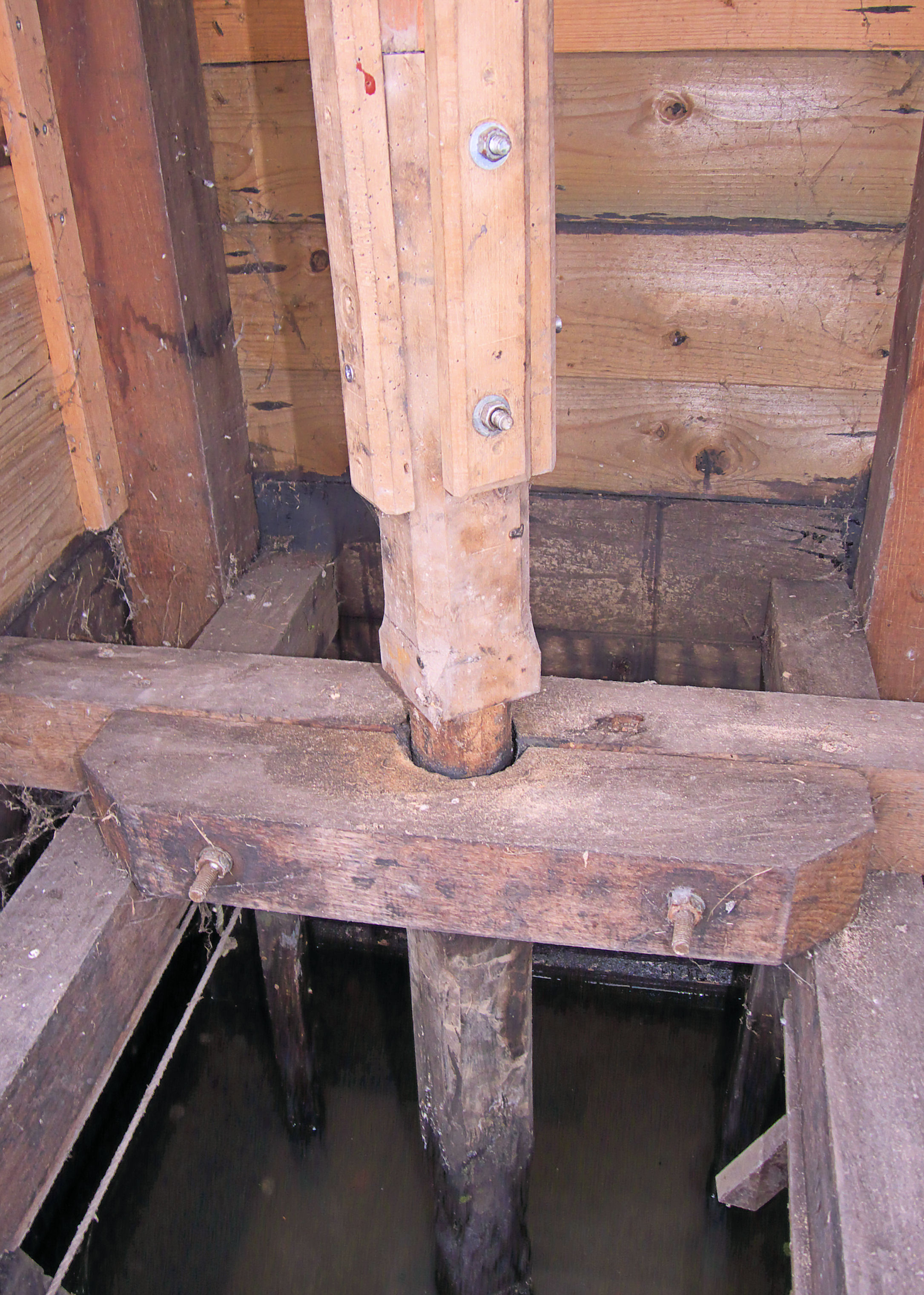
Koppelstuk spil van 't Veertje
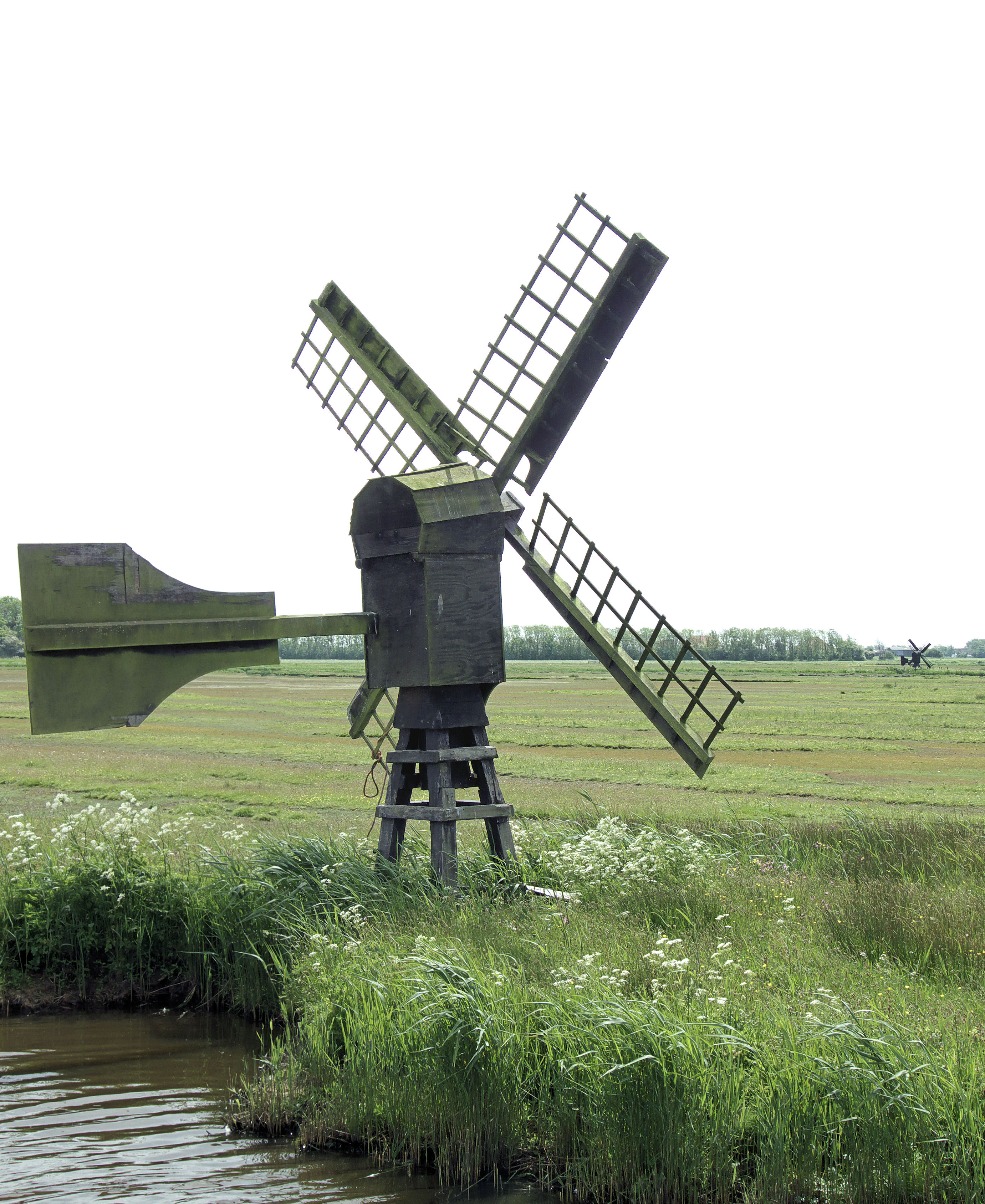
Weidemolens in polder Waal en Burg, Texel
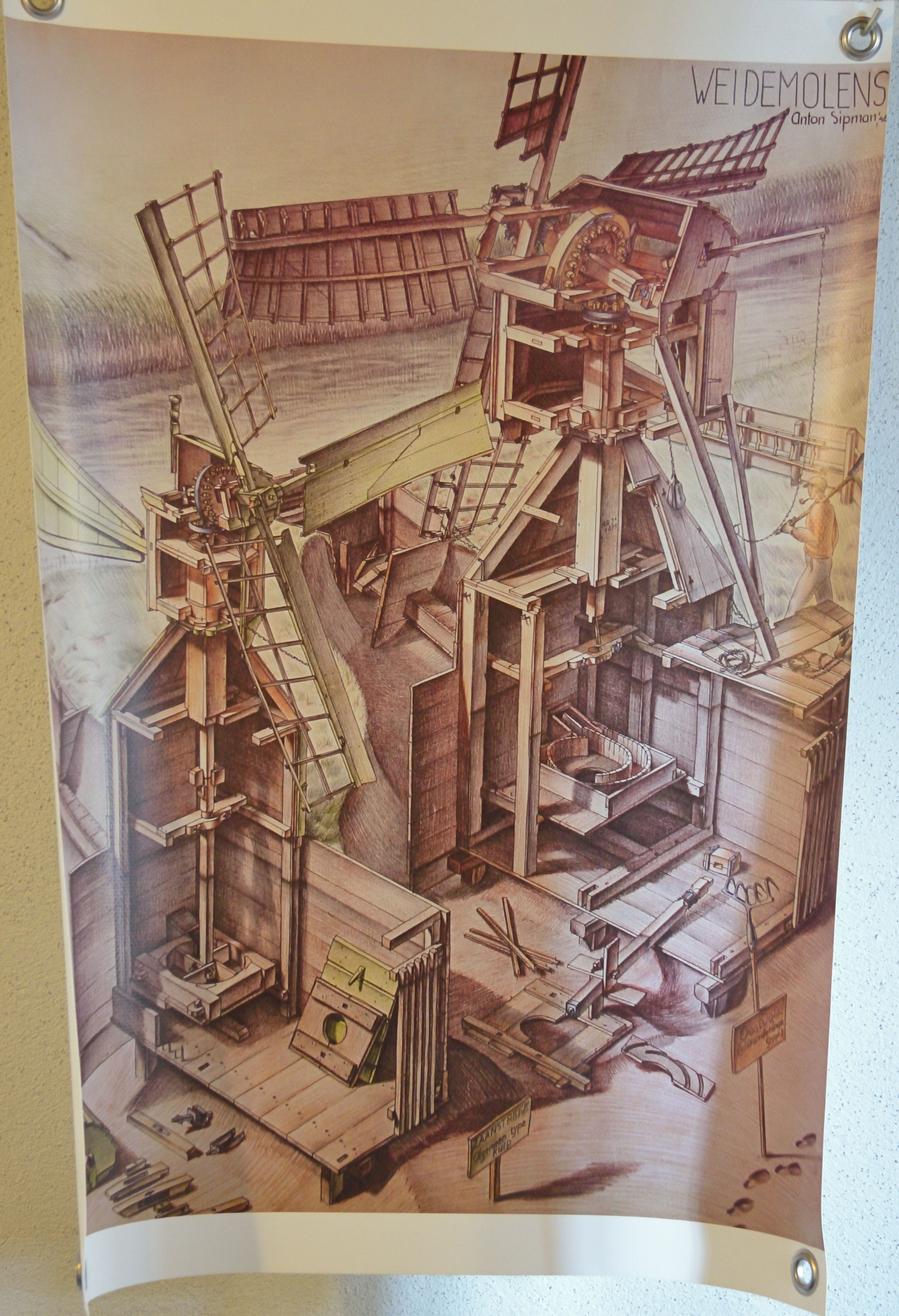
Tekening van een weidemolen door Anton Sipman